# Menander isthmica
Menander isthmica är en fjärilsart som beskrevs av Frederick DuCane Godman och Osbert Salvin 1878. Menander isthmica ingår i släktet Menander och familjen Riodinidae. Inga underarter finns listade i Catalogue of Life.